# Silver Star (train)
Pour les articles homonymes, voir Silver Star.
Le Silver Star est une ligne de chemin de fer, inaugurée le 12 décembre 1947, destinée au transport de passagers, longue de 2 449 km, opérée par Amtrak, reliant New York à Miami en Floride via Washington, DC, Richmond, Raleigh, Columbia, Savannah, Jacksonville, Orlando et Tampa. Le Silver Star partage la plus grande partie de ses voies avec le Silver Meteor, qui passe un peu plus à l'est en Caroline du Nord et en Caroline du Sud en évitant Tampa.